# 唐昌世
唐昌世（？—？），字興公，號存少，南直隸松江府華亭縣人，匠籍，明朝政治人物。

## 生平
唐昌世幼事祖母孝，比长，能文章。入为青浦县学生，天啓元年（1621年）辛酉科应天乡试举人，天啓五年（1625年）乙丑科礼部会试会魁，二甲第三十六名進士，授工部营缮司主事，时阉党用事，乡人中有夤緣得卿寺者，昌世胥吏将谋大木厂缺，怀金夜见曰：愿得公门生一帖与崔尚书，事即谐矣。昌世峻拒之。时崔呈秀方以都御史兼工部事，既而崔呈秀以司礼监总户工事建署，昌世题牓无称颂意，益不为要人所喜，因目为小东林。崇祯元年，崔呈秀败，监明德陵工，木商馈以金，昌世怒，欲执付法司，哀恳去，而台省先已入商贿，故事木分三等估直，台省命概以上等算，昌世争之，笑曰：此商人不识时务耳。昌世勃然曰：公无轻谅天下士，某非藉此骉官为仆、货真马计者也。必依此，宁向御前奏辨。台省中馁，诸商亦耳语却馈事，遂心折款语，移覆减十馀万金，强项声益著。
崇祯二年清兵围京城，十一月京师戒严，唐昌世为广宁门监督，助守御。先是昌世与中官共事，辞色不少假，至争陵木，与台省相失，益目摄，幾不敢钧礼。及城守，司礼大珰王希忠统军至，昌世与争体统不合，适盔甲厂运到一礮，借端题参，以都城悬帘狭薄，下工部尚书张凤翔及主事史维堡、唐昌世于刑部狱。司官同郡朱长世等受杖死，遂并夺昌世职。而昌世亦以亲老得遂色养，遂归。十五年，工部尚书范景文疏荐，不报。福王时，张凤翔起巡抚，复荐之，时年已六十，连丧二亲，哀毁骨立，所跪席雙趺隐然。比服阕，南都破，遂屏居不复出，卒年八十九。

## 家族
从祖父唐文献，万历十四年进士。
父唐允振，字叔起，有拒奔女，还遗金事，年二十七始授室，次年就童子试，屡踬场屋，遂即家授徒，兼课诸子，有《课儿杂录》。天启五年昌世举会魁，为工部主事，七年允振受封为承德郎，恂恂乐善，益若不及。灯下犹作蝇头细楷，评阅书史。崇祯十年次子唐昌龄又举会魁，由萬載知县後升南京兵部主事。少子唐昌运，以贡士为光化知县，皆以文行显。允振寿八十二卒。
弟唐昌齡，字吾修，崇禎十年进士，官南京兵部主事。子唐子鏘，康熙十五年进士。